# Абевил (Мисисипи)
Абевил (енгл. Abbeville) град је у америчкој савезној држави Мисисипи.

## Демографија
По попису из 2010. године број становника је 419, што је 4 (-0,9%) становника мање него 2000. године.
| Група             | 2000.       | 2010.       |
| Белци             | 394 (93,1%) | 376 (89,7%) |
| Афроамериканци    | 24 (5,7%)   | 37 (8,8%)   |
| Азијати           | 0 (0,0%)    | 0 (0,0%)    |
| Хиспаноамериканци | 3 (0,7%)    | 2 (0,5%)    |
| Укупно            | 423         | 419         |